# مقاطعة بالتيمور (ماريلاند)
مقاطعة بالتيمور (بالإنجليزية: Baltimore County, Maryland)‏ هي إحدى مقاطعات ولاية ماريلاند في الولايات المتحدة. تأسست سنة 1659، بلغ عدد سكانها 805029 نسمة في عام 2010 حسب إحصاء مكتب تعداد الولايات المتحدة وتصل الكثافة السكانية فيها 519.3 نسمة/كم2.

## أعلام
- جوزيف هوبر نيكلسون
- جيمس هيوز
- سلون دوك
- روبرت غاريت
- تشارلز بونابرت
- تشارلز كارول
- دانيال بروستر
- تشارلز هاموند
- ويلسون لويد بيفان
- جيم مكاي

## وصلات خارجية
- www.baltimorecountymd.gov
- United States Counties